# Лица и судбине
„Лица и судбине” је југословенски ТВ филм из 1985. године. Режирао га је Петар Љубојев који је заједно са Славком Симићем написао и сценарио   по делу  Иве Андрића.

## Улоге
| Глумац            | Улога |
| ----------------- | ----- |
| Мустафа Надаревић |       |
| Горица Поповић    |       |
| Гојко Шантић      |       |
| Славко Симић      |       |
| Милена Зупанчић   |       |